# Чай (град в Турция)
Чай е град във вилает Афионкарахисар в Егейския регион на Турция. Той е седалище на област Чай. Населението му е 14 599 души (2021 г.). Кмет е Хюсеин Атлъ (ПСР).
- Карвансараят на Чай, построен през 1278 г.
- Медресе Таш в Чай от 1278 г., сега джамия Султан Алаедин; западна страна